# 北アメリカの毛皮交易

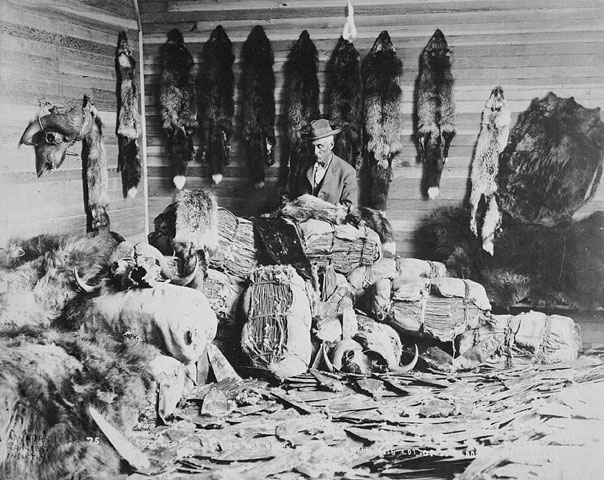
アルバータの毛皮交易者（1890年代）

ここでは北アメリカの毛皮交易（きたアメリカのけがわこうえき）について記述する。北アメリカ大陸における毛皮交易は、毛皮猟とその毛皮の交換、販売に関連した産業であり、活動であった。コロンブスが到達する以前は、毛皮は、異なる地域に住むインディアン同士の交換物であったが、それに、この地を植民地化したヨーロッパ人が参入し、ヨーロッパにまでその交易網は広がった。16世紀にフランス人が交易を始め、17世紀にはイングランド人が、現在のカナダに交易所であるハドソン湾会社を設立し、同じ時期にオランダがニューネーデルラント会社を始めた。19世紀に北アメリカの毛皮交易は、経済面で最も大きな頂点を迎えた。その頂点まで上り詰めるのには、交易網と会社との協力による発展が不可欠であった。
毛皮交易は、北アメリカでは主要にして客がつく産業の一つに数えられ、何度もフランス、イギリス、オランダ、スペイン、ロシアと競合した。アメリカ合衆国の初期においては、まさに毛皮交易が資本に組み込まれており、経済面でアメリカの大きな敵と考えられていた、イギリスの束縛から解き放たれた。北アメリカに住んでいた多くのインディアン諸部族にとって、毛皮交易は主な収入源であった。しかし、1800年代の半ばには、ヨーロッパの流行の変化により、毛皮の価格は大暴落した。アメリカ毛皮会社と他の幾つかの会社は倒産した。多くのインディアンたちが長期にわたる窮乏生活に陥れられ、その結果、彼らが持っていた政治面での影響の大部分を失った。

## 毛皮交易の始まり

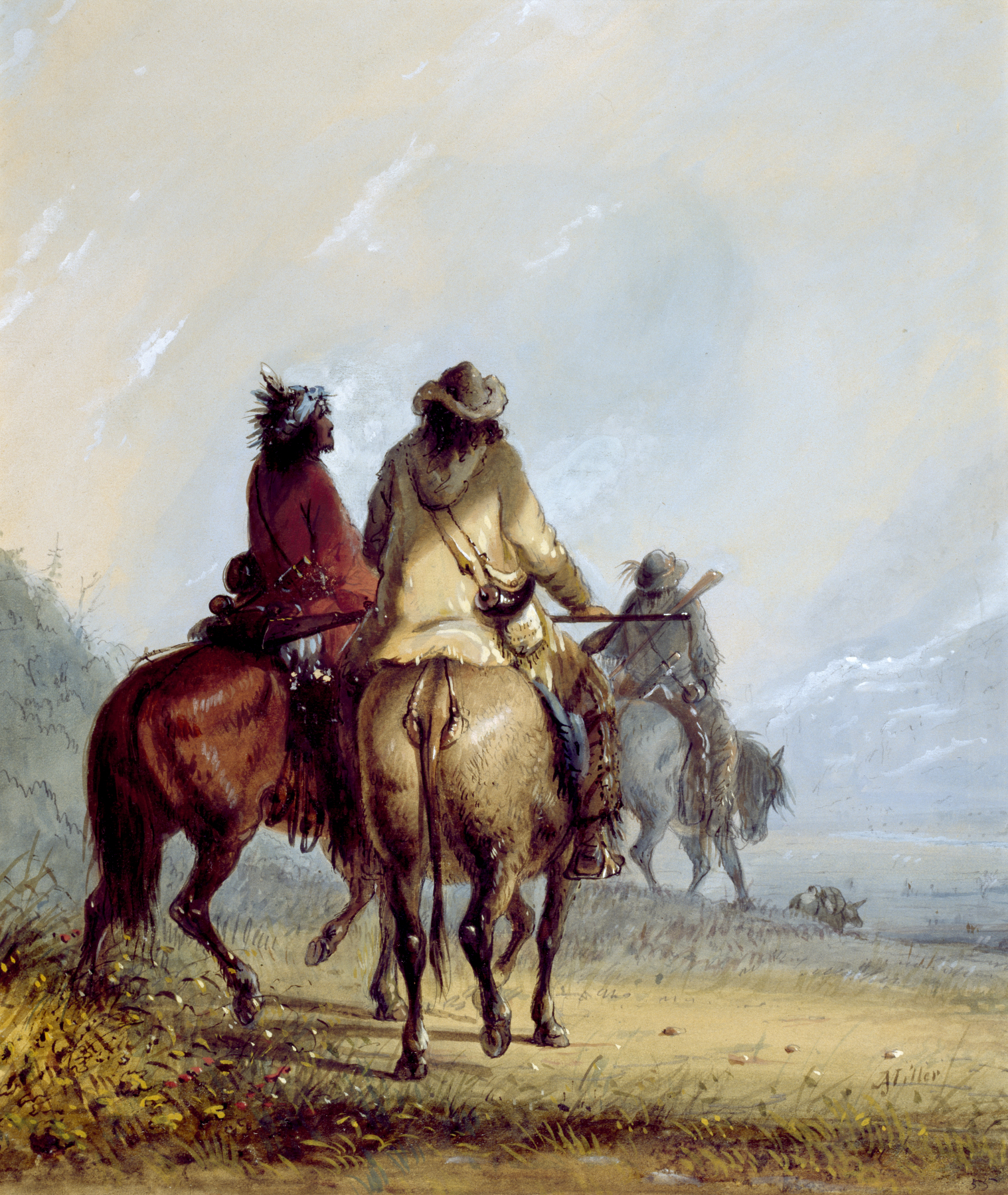
ビーバー猟に出かける罠猟師　アルフレッド・ジェイコブ・ミラー作

フランス人の探検家ジャック・カルティエは、1530年代から1540年代にかけて、3度にわたってセントローレンス湾を航海し、初期のヨーロッパ移民とインディアンの交易の主導権を握った。ヨーロッパ移民とインディアンとは、北アメリカの地で16世紀、そしてそれ以後の探検で互いに交流することになった。カルティエは、セントローレンス川やセントローレンス湾周辺のインディアンたちとの、限定的な毛皮交易を目指した。しかしカルティエは交易を、衣類の縁飾りや、装飾品としての毛皮のみに絞り込んでいた。カルティエは、後に毛皮が北方での交易の起爆剤となること、ビーバーの原皮がヨーロッパで大流行することを見通せていなかった。

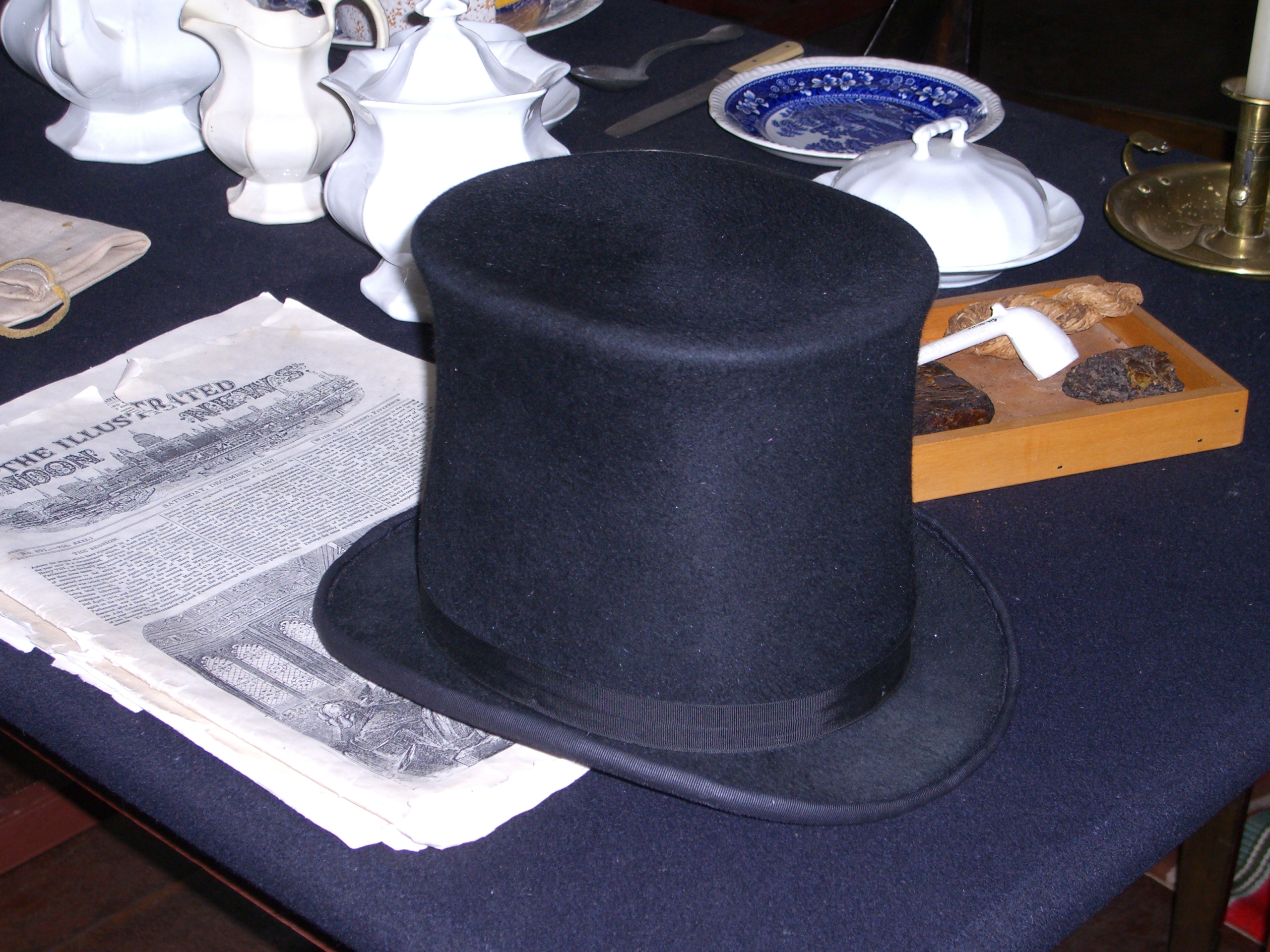
ビーバー皮でできた山高帽

毛皮は、1580年代まではタラ漁業の副産物であった。16世紀、大西洋におけるタラ漁業では、タラを船内で塩漬けにして持ち帰るグリーン漁業（ウェット漁業）という方法があった。他方ドライ漁業という方法もあり、これはタラを浜辺のフィッシングステージとフレーク（棚）で乾燥させるもので、操業時期は夏の間のみだったが、塩が節約でき、乾燥したタラは塩漬けタラほどのスペースを取らなかった。天日塩を得にくいイングランドの漁船には、このドライ漁業はまたとない方法であった。イングランドのほうが先にニューファンドランド島に漁業基地を築いたが、フランスもまたこの地に多くの漁船を派遣した。毛皮は、タラと並んでヨーロッパ人の関心を惹いた。
1590年代に入ると、毛皮交易はそれ自体が植民地熱をあおる主要産物となった。1603年にフランスによりヌーベルフランスが作られ、毛皮交易は百人会社やアビタン会社の独占下となり、ヒューロン族との取引のもと、ビーバー毛皮をフランスに輸出した。
漁師たちは、インディアンがなめして縫い合わせたビーバーの衣服を金属製品と交換して、長期にわたる寒冷な大西洋横断の航海にそれをまとった。この「キャストル・グラ」（フランス語、英語ではビーバーコート）が16世紀後半にヨーロッパの帽子職人に珍重され、このなめし皮がフェルトに加工された 。このビーバー毛皮は、すぐに世界を席巻する輸出商品となった。

## 17世紀のヌーベルフランス

ヌーベルフランスの地図（1612年、サミュエル・ド・シャンプランによるもの）

アカディアでのイングランドとの確執により、フランスの毛皮交易の拠点はピエール・デュ・グァ・ド・モンによりケベックに移された。サミュエル・ド・シャンプランは、フランス人の収益に重きを置いた交易の拡大をめざした。インディアンたちが毛皮交易の主な役割を担っていたため、シャンプランはすぐさまアルゴンキン族、タドゥサック付近に住んでいたモンタニィエ族（イニュ族）、そして西部に住んでいたヒューロン族との同盟を締結した。イニュとヒューロンはイロコイ語を話す部族で、セントローレンス川流域のフランス人と、ペダンノーの他の諸族との仲介役を果たした。シャンプランは、イロコイ連邦を敵視していた。また、オタワ川からジョージア湾への経路を確保し、これにより毛皮交易は拡大した。後に毛皮輸送はフランス人交易者が行うようになった。インディアンとの交流の重要性が増し、彼らはカヌーやそり、かんじきの作り方や食糧の調達法などを教わった。この時にインディアンとの仲介役を果たしたのが、エティエンヌ・ブルーレのようなフランス人の若者で、彼らはインディアンとともに生活し、交易を促進すると同時に、その土地や言葉や習慣を学んだ 彼らはクーリュール・デ・ボワと呼ばれたが、後には無許可の毛皮交易人として活躍するようになって行った。
シャンプランは交易事業を改善し、競合による多額の損失への対策として、1613年に最初の掛け売りをした。この掛け売りは勅許状で正式に認められた。この一連の寡占化は、ヌーベルフランスがイギリス領となるまで続いた。寡占化貿易の最大の代表格は百人会社（ヌーベルフランス会社）で、1640年代から1650年代に、アビタンに限定的な交易を与えたのと同様に、不規則な権限を有していた。交易が寡占化されている間は、勅許状により本国政府と軍への毎年の歳出が求められたため、人口密度の低かったヌーベルフランスに、入植地が増やされる期待も出てきた。 

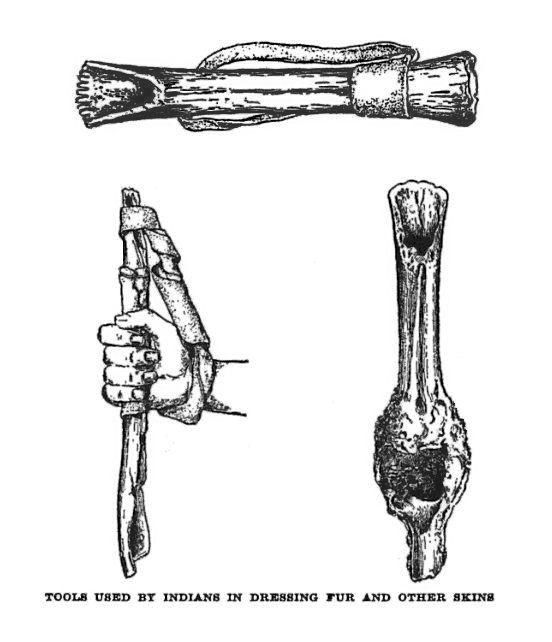
毛皮のなめしに使う道具
（19世紀）

毛皮交易で得られた莫大な富は、寡占交易の強制が引き起こした問題の一因となった。そして、クーリュール・デ・ボワのような許可を持たない自営の交易者が17世紀末から18世紀初頭にかけて仕事を始め、その間に多くのメティが自営交易者となっていった。彼らはフランス人の罠猟師とインディアン女性の混血児だった。人脈と経験とによる自営交易が、毛皮交易に重要な役目を果たすようになるのと時を同じくして、通貨の使用が広まり、これによって、自営交易者たちの収益は、一層官僚的になった寡占交易のそれを上回るようになった。カナダの南に新たに作られたイギリス植民地は、ただちに金になる毛皮交易に参入し、セントローレンス川峡谷を襲撃して、1629年から1632年の間ケベックを支配した。
毛皮交易は、少数の選ばれし交易者とフランス本国の体制とに富をもたらす一方で、セントローレンス川沿いに住むインディアンたちに重大な変化をもたらしていた。ビーバーの原皮や他の毛皮と、ヨーロッパの品々、たとえば鉄の斧の刃や、真鍮のやかん、布地、そして銃器とが交換され、これによりインディアンの生活水準が飛躍的に向上した。その後、セントローレンス川沿いのビーバーは壊滅状態となり、このため、毛皮獣が豊富なカナダ楯状地への立ち入りを巡って、イロコイ連邦とヒューロン族との抗争が激化した。獲物を巡っての争いは、17世紀初頭に、イロコイ連邦の一員であるモホーク族が、セントローレンス川流域に住むイロコイ族を壊滅させたとされる例もある。モホーク族はヒューロン族と居住地が隣接しており、彼らよりも力が強く、この戦いに勝つことでセントローレンス峡谷の大部分を手中に収めた。
ヒューロン族はオランダ植民地、のちのニューイングランドの交易者を通して鉄砲を手に入れ、この争いで多くの死傷者を出した。ヒューロン族の戦闘史上、前代未聞の大量の血が流れ、嘆きの戦い（モーニング・ウォー）の戦闘が拡大していった。ヒューロン族は近隣の部族を襲って捕虜とし、彼らは表面上は、犠牲となったヒューロン族の代わりを務めた。こういった暴力の応酬により、戦争はエスカレートした。また、この時期に、フランスから持ち込まれた、新手の伝染病により多くのインディアンが死亡し、彼らの共同体が破壊されたのも、その後の勢力図を塗り替えた。戦闘と伝染病とで、1650年までにヒューロン族は絶滅寸前にまで追い込まれた。

## 英仏の抗争

18世紀初頭の北アメリカの英仏の勢力図。毛皮獣の宝庫であるウィニペグ湖とハドソン湾に、それぞれフランスとイギリスが進出している。

クリュール・ド・ボワであったピエール＝エスプリ・ラディソンとメダール・S・デ・グロセリエの義兄弟は、クリー族からの情報を元に、ハドソン湾を毛皮交易の拠点とするよう本国やヌーベルフランス総督に進言したが無視され、逆に不法交易で投獄までされた。これに怒った2人はイングランドに情報を売り渡し、1665年には国王チャールズ2世に拝謁した その後、1671年になってヌーベルフランスが遠征隊を送った時には、既にイングランドの交易所ができていた。この後、ハドソン湾をめぐっての英仏の小競り合いが続いた。最大の戦いはハドソン湾の戦いであった。フランスの、カナダへの西方への探検と拡大はロベール＝カブリエ・ド・ラ・サールやジャック・マルケットといった探検家により続行された。彼らは五大湖をオハイオバレーやミシシッピバレー同様、フランスのものであると主張した。こういった土地の所有を巡る主張を裏付けるため、フランスはフォート・フロンテナックからオンタリオ湖まで、一連の小規模の砦を1673年に建築した。1679年に建築された大型帆船ル・グリフィンが、五大湖を航行するようになり、フランスは五大湖の上流域にまで砦を作るようになった。

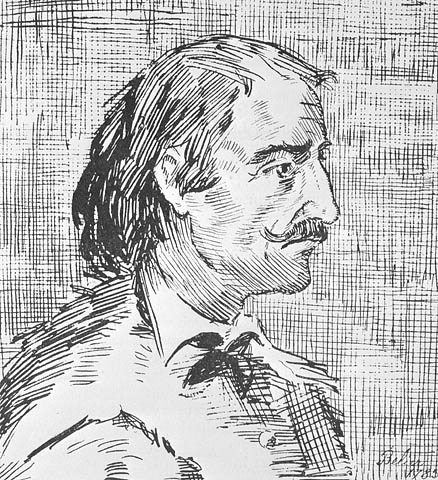
ピエール＝エスプリ・ラディソン

1640年代から1650年代のイロコイ戦争で、ヒューロン族の西に住んでいた部族が戦争から逃れたため、大規模な人口推移が起きた。彼らはミシガン湖の西または北に移り住んだ。そして、より多くのインディアンの部族がヨーロッパの品について学び、交易の仲介をした。その中でも有名なのはオタワ族である。早くとも1671年には、フランスと仲介役のインディアンとは、イングランドの競合勢力ハドソン湾会社により、収益の減少を感じとるようになっていた。フランスは交易相手のインディアンを取り戻そうと、スペリオル湖北西部への拡大を図ったが、ハドソン湾会社の存在は目の上のたんこぶだった。得意先を取り戻すために、フランスはインディアンたちに如才なく駆け引きを用い、また一時的にハドソン湾会社の競合を除去するため、軍による攻撃的な態勢を取った。同じ時期、ニューイングランドにおけるイングランドの力が強くなっていった。一方で、その間フランスはクーリュール・ド・ボワの除去に乗り出しており、本来よりも高い値で、高品質の毛皮をニューイングランドに密輸する彼らをつぶすべく、インディアンと同盟を結んだ。
イロコイ戦争から逃れてきたインディアンたちは五大湖の北、または西部に住むようになり、それと同時に、フランス人交易者相手に巨大な市場を作ろうとしたオタワの仲介人は衰退していった。1680年代にイロコイ戦争が復活し、フランスとインディアンの同盟が武器を買うようになったため、毛皮交易がまたも奨励されるようになった。新規開拓された市場までの距離と、イングランドとの激しい競争とは、カナダ北西部とモントリオールの間の交易にじかに影響を及ぼした。クーリュール・ド・ボワは、インディアンの仲介者と、モントリオールの毛皮見本市に出向き、または違法ながらイングランドの市場にも赴いたが、彼らに代わって、より一層複雑化し、集約的になった交易網が進展するようになった。許可証を持った交易者ヴォワヤジュールがモントリオールの商人と契約を結び、交易のための商品を積んだカヌーで、川や水路を伝って、広範囲にわたる北西部の交易に出るようになった。この危険を伴う事業には、当初の大きな投資が必要で、収益には時間がかかった。ヨーロッパでは、この取引での初めての歳入は、最初の投資から4年かそれ以上かかった。こういった経済的要因により、投資するだけの余裕がある、少数のモントリオールの商人たちだけが毛皮交易を独占できた。

## イギリス植民地

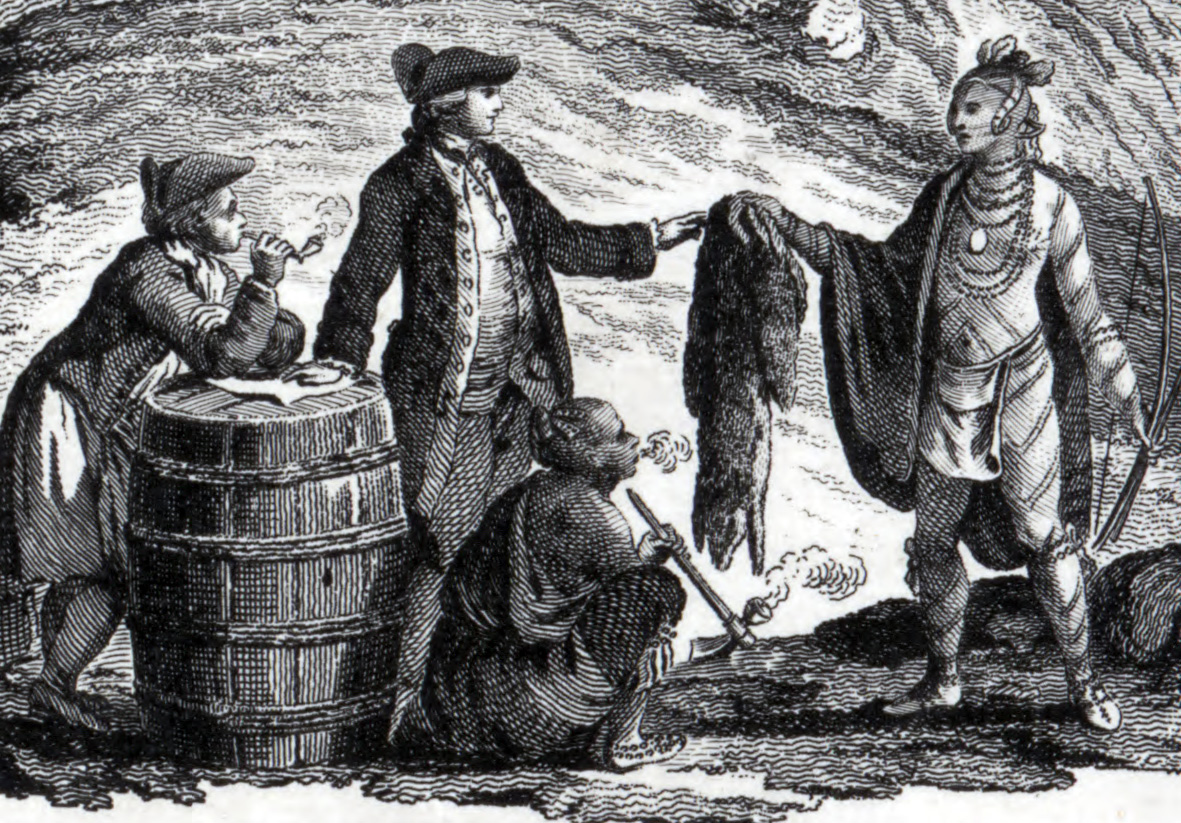
1777年のカナダの交易者

18世紀末までには、イギリスは、現在のニューヨーク州のナイアガラ砦、デトロイト砦、現在のミシガン州のミチリマキナック砦、現在のミネソタ州のグランドポルテージの4大交易所を置いていた。新興国アメリカはこれに対して、ボストン商人がホーン岬経由で北太平洋の毛皮交易に参加し、ハワイを中継点として中国にまで進出した。また、陸上では、西への開拓が進むにつれて、ハドソン湾会社との抗争が激しくなり、1846年のオレゴン条約で、ハドソン湾支配下にあったオレゴンとワシントンはアメリカ合衆国に組み入れられた。

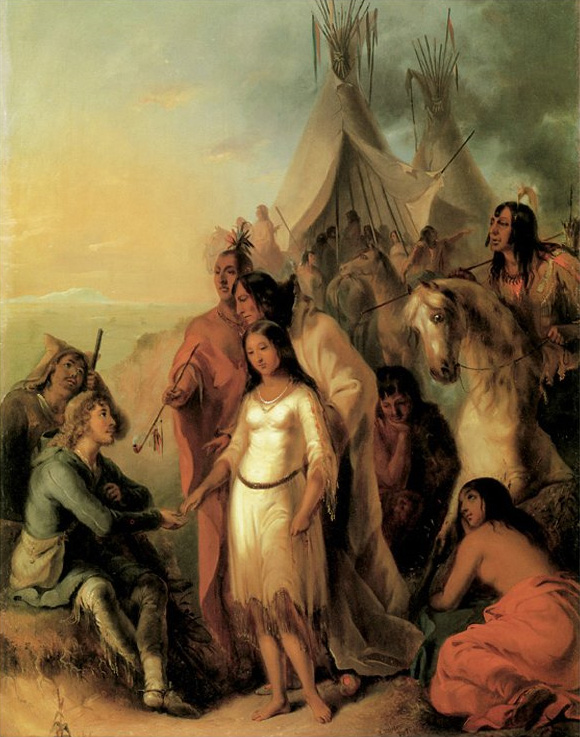
罠猟師の花嫁

また、ハドソン湾会社から待遇面で差別されたメティの自営交易者（フリートレーダー）は、アメリカの毛皮会社と取引をするようになっていた。加えて、彼らメティスは軍隊的規律のもとで、バファローハントと呼ばれる、大群のバファローの狩猟を行っており、その毛皮や肉、ペミカンをハドソン湾会社やアメリカの事業者に売り渡していた。後に、バファローを巡ってスー族とも戦い、軍事集団化したせいで、ハドソン湾会社の枠に収まらなくなり、この分裂にアメリカの事業者がつけ込んで、メティはアメリカとの取引へと流れて行った。しかし領土が拡大されるにつれ、アメリカ経済は毛皮交易から農業中心となって行った。

### メティの人々
カナダのメティスの人々はクリー、オブジワ、アルゴンキン、ソールトー、メノミネー、ミクマク、マリシート、そのほかのインディアンと、ヨーロッパ人との混血である。ヨーロッパ人の多くはフランス人だった。大体において、フランス人男性とインディアン女性の結婚により、生まれた人々である。メティの3分の1は、インディアンとイヌイットに次いで、カナダの土着の人々と考えられている。

## 社会や文化への影響

ブリジット・バルドー

毛皮交易と交易者たちは映画に描かれ、そのほかの大衆文化にも影響を及ぼした。その中には、ジェームズ・フェニモア・クーパーから、アーヴィング・ピチェルの1941年の映画『ハドソン湾』、1957年に人気を博したカナダのミュージカル『マイ・ファー・レディ』（音楽はガルト・マクダーモット）、そしてニコラ・ヴァニエのドキュメンタリーに至るまで、さまざまな本や映画で話題となった。しかしそれとは対照的に『ハドソンの国カナダ、相棒ハディの物語』が大衆文化で、そして、1785年にモントリオールに創設された、ビーバークラブというエリートの組織でも大いに広まった。男性社会である毛皮交易の学術論文は、歴史を十分に表していることはめったになかった。モントリオールのコンコルディア大学で通信科学の研究をするシャンタル・ナドーは、インディアン女性とヨーロッパからの移民である18世紀の猟師の「田舎の妻」「田舎の結婚」、そして「国王の娘たち」に言及している。ナドーによれば、女性はある意味役に立つ存在であり、貢献的（スキンフォースキン） で、交易の持続可能な拡大に不可欠であった。
ナドーは毛皮を、カナダの象徴であり国家的な「布」と書いている。彼女はカナダのアザラシ猟について、保護する側の代表である有名女優ブリジット・バルドーとの論争について特に言及している。バルドーは1971年に、アメリカのミンクの毛皮製品メーカー、ブラックグラマの「伝説」の広報活動のモデルを務め、裸体の上にコートを着てポーズをとって見せた。その後バルドーは反毛皮運動に加わったが、これは著名な作家のマルグリット・ユルスナールの求めに応じたものである。ユルスナールは彼女の知名度を利用して反アザラシ猟の運動を助けたのだった。彼女は反毛皮運動の活動家として成功をおさめ、セックスシンボルから、アザラシの赤ちゃんたちの母親的存在となったのである。ナドーはこれを、バルドーがフランスの右翼政治活動に参加していることと関連付けている。カナダの反毛皮運動は、カナダ史上における大きな変化と絡んでおり、カナダでは静かなる革命の最中、もしくはそのあとにこの運動が起き、1990年代の終わりに沈静化するまでこの運動が続いた。
2008年、リーマンショックが毛皮業界、特に罠猟師にかなりの打撃を与えた。高価な毛皮製品の売れ行きが落ち込んだためである。この毛皮の値段の暴落は、先の経済 の下降の傾向を反映している。

## 著名な毛皮会社
- ニューネーデルラント会社
- ハドソン湾会社
- 北西会社（ノースウエストカンパニー）
- アメリカ毛皮会社
- 露米会社